# Marktbrunnen (Goslar)

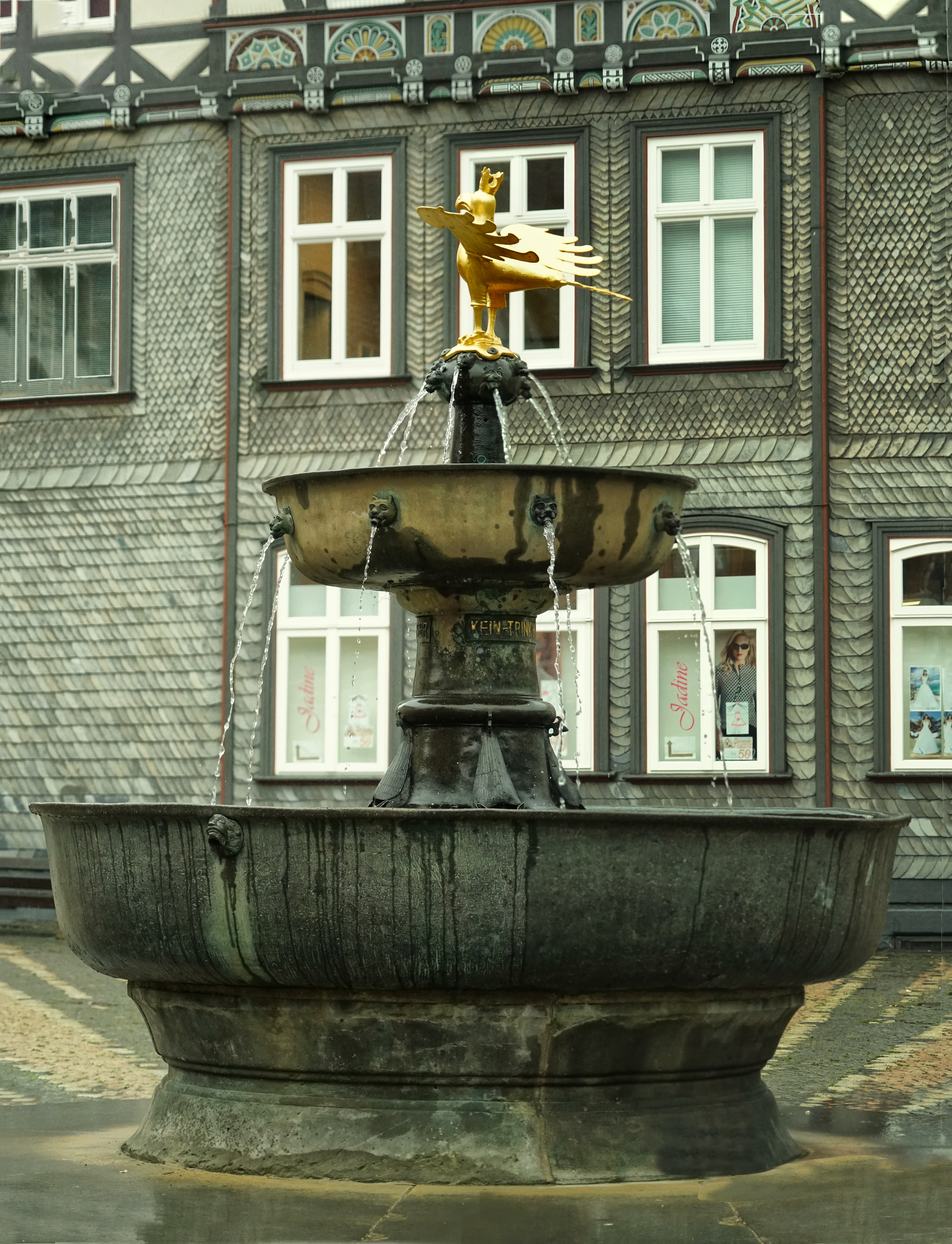
Marktbrunnen Goslar

Der Marktbrunnen in Goslar gilt als eine der bedeutendsten Bronzegussarbeiten aus romanischer Zeit und ist der größte und älteste erhaltene Marktbrunnen der Romanik in Deutschland.

## Bauliche Gestaltung
Der Brunnen besteht aus zwei übereinander angeordneten Bronzeschalen, wobei die untere größer als die obere Schale ist. Beide Schalen sind durch eine in der Mitte angeordnete Säule verbunden. Die Säule ist aus der oberen Schale heraus fortgeführt und wird von einem vergoldeten Reichsadler gekrönt. Der heute angebrachte Adler ist eine Kopie des im Goslarer Museum aufbewahrten Originals.

## Geschichte
Die untere Schale stammt vermutlich aus dem 12. Jahrhundert und gilt als größter Bronzeguss der Romanik. Die obere Schale ist in der Zeit zwischen 1200 und 1230 entstanden. Sie war zuvor selbständiger Brunnen und wurde erst später mit der unteren Schale zum Goslarer Marktbrunnen zusammengefügt. Als Schmuckelemente des Brunnens sind Fabelwesen dargestellt, darunter vier Drachenköpfe mit eselartigen Ohren. Zwei der vier Drachen verschlingen kleine Männer. Seit 1834 steht der Brunnen im Zentrum des Marktplatzes. Zuvor war er an anderen Stellen des Platzes aufgestellt.

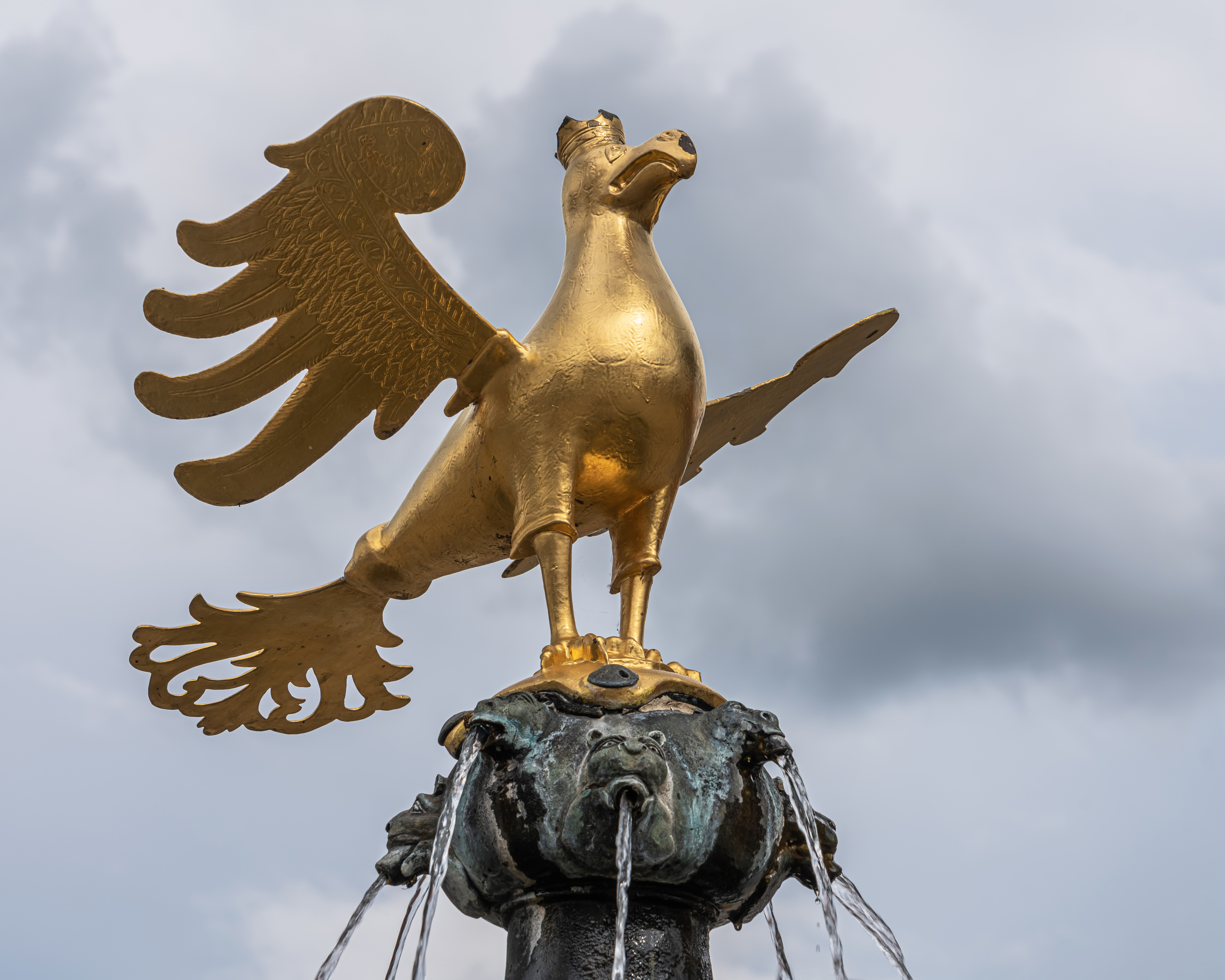
Brunnenadler
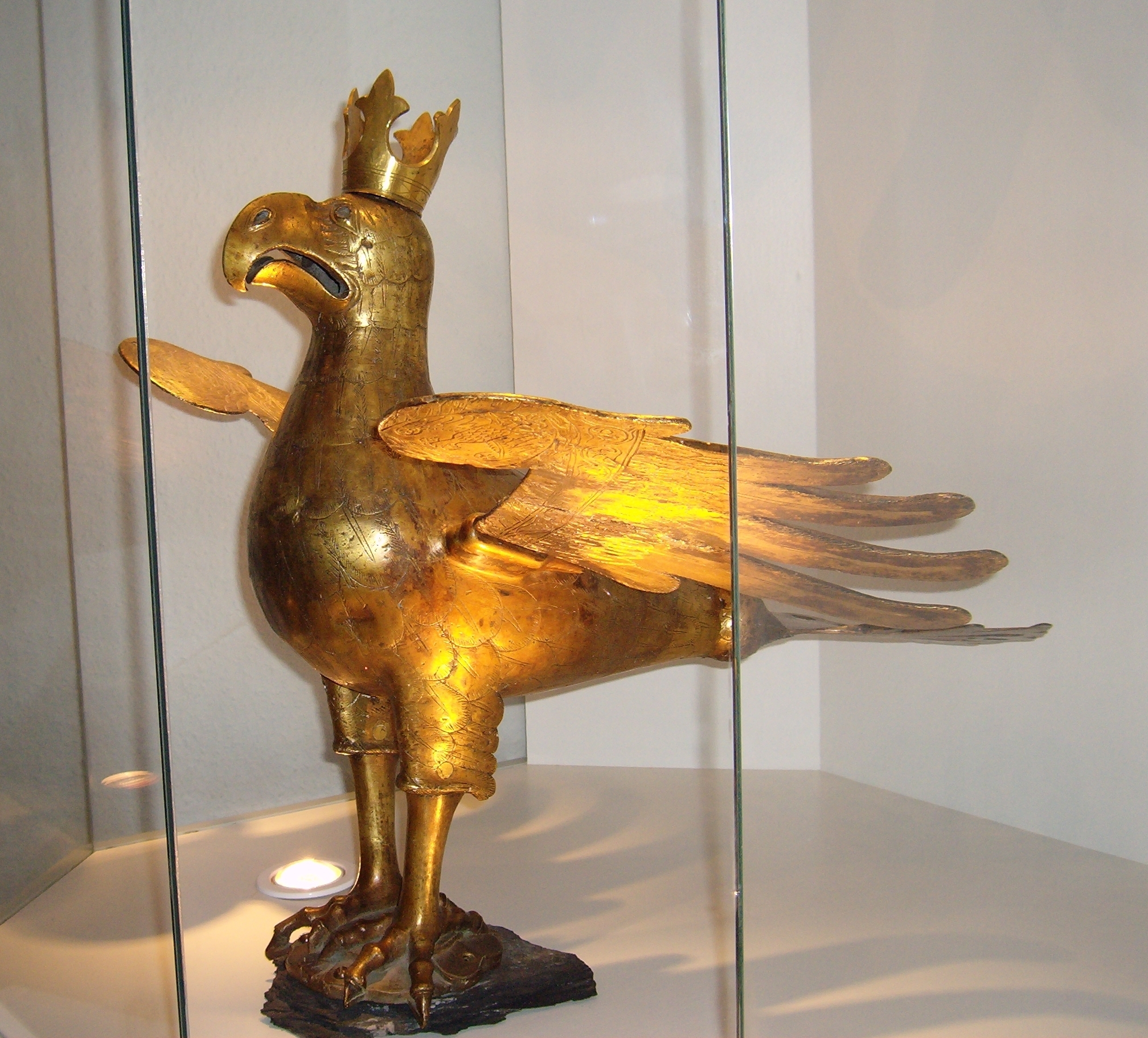
Brunnenadler, Original im Goslarer Museum
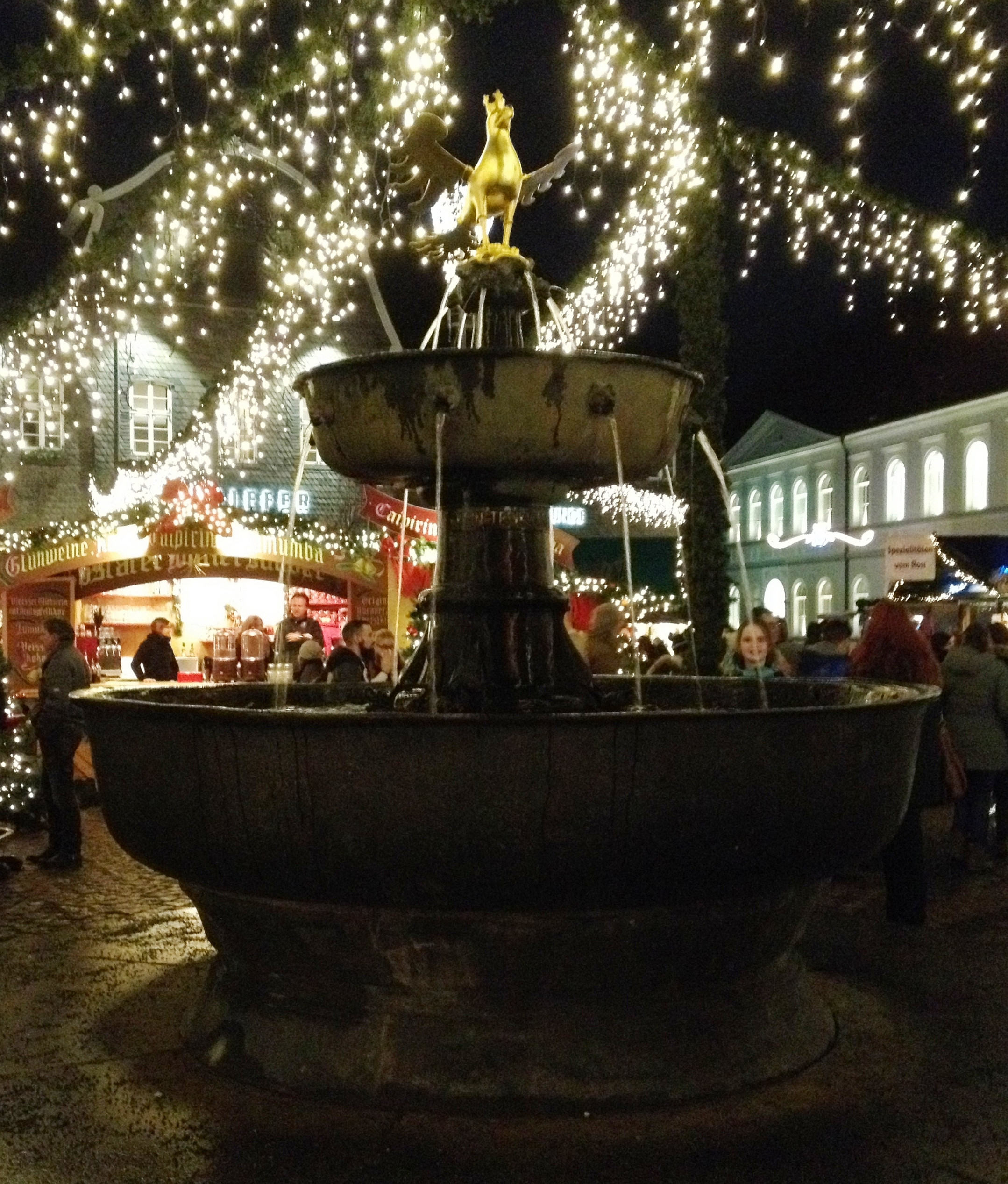
Marktbrunnen beim Weihnachtsmarkt